# 那布·舒玛·伊什库恩
那布·舒玛·伊什库恩（约公元前760年—约公元前748年在位）（英語：Nabu-shuma-ishkun）巴比伦国王。他的统治充满矛盾。 